# NGC 4691
NGC 4691 é uma galáxia espiral barrada (SB0-a) localizada na direcção da constelação de Virgo. Possui uma declinação de -03° 19' 57" e uma ascensão recta de 12 horas, 48 minutos e 13,4 segundos.
A galáxia NGC 4691 foi descoberta em 17 de Abril de 1784 por William Herschel.